# Titularbistum Cartennae
Cartennae (italienisch Cartenna) ist ein Titularbistum der römisch-katholischen Kirche. 
Es geht zurück auf einen früheren Bischofssitz in der gleichnamigen antiken Stadt Cartennae, die sich in der römischen Provinz Mauretania Caesariensis im heutigen nördlichen Algerien befand.
| Titularbischöfe von Cartennae |                              |                                                 |                   |                  |
| Nr.                           | Name                         | Amt                                             | von               | bis              |
| 1                             | Berthold Bühl OFM            | Apostolischer Vikar von Chiquitos (Bolivien)    | 8. Januar 1931    | 26. Oktober 1951 |
| 2                             | André Jacquemin              | Koadjutorbischof von Bayeux (Frankreich)        | 20. Dezember 1951 | 29. Oktober 1954 |
| 3                             | Bruno Wechner                | Weihbischof in Innsbruck-Feldkirch (Österreich) | 31. Dezember 1954 | 9. Dezember 1968 |
| 4                             | József Vajda                 | Weihbischof in Vác (Ungarn)                     | 10. Januar 1969   | 8. Juli 1978     |
| 5                             | José Luis Serna Alzate IMC   | Apostolischer Vikar von Florencia (Kolumbien)   | 15. November 1978 | 9. Dezember 1985 |
| 6                             | Tarcisio Pillolla            | Weihbischof in Cagliari (Italien)               | 3. Mai 1986       | 3. Juli 1999     |
| 7                             | Luigi Infanti della Mora OSM | Apostolischer Vikar von Aysén (Chile)           | 30. August 1999   |                  |